# Orthotrichum arnellii
Orthotrichum arnellii là một loài Rêu trong họ Orthotrichaceae. Loài này được Gronvall mô tả khoa học đầu tiên năm 1885.